# 3958 Komendantov
3958 Komendantov eller 1953 TC är en asteroid i huvudbältet, som upptäcktes den 10 oktober 1953 av den ryska astronomen Pelageja Sjajn vid Simeizobservatoriet på Krim. Den har fått sitt namn efter den ryske astronomen Nikolaj Komendantov.
Asteroiden har en diameter på ungefär 6 kilometer.